# Synthwave
Synthwave es un género underground de música electrónica influenciado por las bandas sonoras de películas, música y videojuegos de los años ochenta, así como en compositores como John Carpenter, Jean-Michel Jarre, Vangelis y Tangerine Dream. Se impregna de la estética y la nostalgia de la cultura pop de esos años. También se caracteriza por su estilo retrofuturista, inspirado por las películas de ciencia ficción futurista de la época, como Blade Runner o Tron, en las que nos presentan mundos plagados de tecnología, luces de neón y hologramas, muy al estilo del cyberpunk. Al ser parte de la electrónica, está mayormente basado en el uso de sintetizadores, pero también hay piezas complementadas por el uso de guitarras eléctricas, saxo y otros instrumentos muy utilizados en los ochenta. Aunque comenzó siendo un género mayormente instrumental, en la actualidad es habitual que una gran parte de los artistas pongan voz a sus obras, influenciándose cada vez más del pop. El synthwave engloba una gran variedad de estilos y ha derivado en diferentes subgéneros como el darksynth (que se nutre del dark wave de los ochenta), el cyberpunk o el futuresynth (basados en la ciencia ficción retrofuturista), el retrowave (cuyo sonido se centra en la nostalgia), el chillwave o dreamwave (inspirados en el chill out) y el synthrock y metalsynth (que derivan del rock y del metal, respectivamente).
Comenzó a desarrollarse a mediados de los años 2000 en diversas comunidades de internet y ganó cierta popularidad cuando, en el año 2011, el tema «Nightcall» de Kavinsky apareció en la película Drive. Desde entonces comenzaron a surgir nuevos grupos y artistas underground dedicados al género, cuyos álbumes y canciones elevaron su popularidad. Entre esos trabajos destacan Turbulence (2012) de Miami Nights 1984, OutRun (2013) de Kavinsky, TRANS AM (2015) de VHS Dreams, la compilación de varios artistas Magnatron (2015), Atlas (2016) de FM-84, Endless Summer (2016) de The Midnight, Dark All Day (2018) y Unicorn (2023) de Gunship, Nightdrive (2018) de Timecop1983, Leather Teeth (2018) de Carpenter Brut y Sleepwalking (2018) y Shyntian (2020) de Nina.

## Historia
El synthwave nació en internet a mediados de la década de 2000, de la mano de un grupo de compositores de diferentes países y desconocidos entre sí, que se valieron de la red social Myspace para exponer sus creaciones. Fue la primera vez que internet dio a luz a un fenómeno cultural real. Muchos de estos compositores no tenían formación musical, pero encontraron su espacio en internet, donde encontraron su plataforma para subir y compartir trabajos realizados en su tiempo libre en sus propios PC. Un pasatiempo, sin reglas ni líderes que surgió al margen del sistema de discográficas. En esos primeros años el género era conocido como outrun, en honor al videojuego de conducción Out Run, que se hizo muy popular en los salones recreativos de los años ochenta y noventa. Como movimiento, no fue hasta la aparición de YouTube (que jugaba y juega un papel fundamental en la difusión del género) donde pasó a denominarse synthwave, una música que utiliza una composición electrónica moderna inspirada en gran medida en las bandas sonoras del cine, la televisión, los videojuegos y toda la cultura pop de los años ochenta.
Pero realmente fue la película Drive, ganadora del Festival de Cannes 2011, la que desencadenó una atracción por el movimiento e hizo que explotara de forma exponencial. El film describe las características visuales de las que se nutre el synthwave: Ambiente neo-noir, colores metálicos oscuros y carreteras en medio de ciudades pseudo futuristas. La introducción a la película con la canción «Nightcall» de Kavinsky y el cierre de la misma con «A Real Hero» de Electric Youth, supusieron un antes y un después para el devenir del género. Desde entonces comenzaron a surgir muchos artistas del género que exponían sus trabajos en festivales de electrónica o incluso de heavy metal, siempre moviéndose en ambientes underground. El synthwave no es solo un movimiento como tal, sino que dentro de él caben multitud de grupos, bandas y proyectos diferentes: The Midnight y M83 barren más hacia el synth pop, Perturbator y Dance With the Dead oscilan más hacia el público heavy metal, Carpenter Brut se orienta más a la potencia audiovisual, incluyendo además batería analógica y guitarra eléctrica, Gost posee influencias de The Prodigy y Waveshaper se inclina hacia las bandas sonoras de videojuegos.
Otro punto de inflexión para dar a conocer el género fue el estreno en Netflix de Stranger Things. Si el synthwave se nutre de todas las referencias ochenteras, Stranger Things aporta la nostalgia de fenómenos culturales de la época como Los Goonies, John Carpenter, Stephen King, Los cazafantasmas, la cultura pop de Star Wars, Dragones y mazmorras, etc. En la actualidad, artistas como Perturbator, Gunship o Kavinsky, han logrado crear piezas que no solamente se inspiran en los ochenta, sino que han ayudado a crear toda una nueva corriente retro, lo que nos ha entregado producciones como Tron Legacy, Blade Runner 2049, Bumblebee, It, Ready Player One, Super 8 o la ya mencionada Stranger Things. Este género musical también se ha convertido en uno de los favoritos en el mundo gamer, tanto para su uso como banda sonora, como en los juegos Hotline Miami y Wave Break, como para su uso como música de fondo para las largas horas de juego.
En 2019 se estrenó el documental The Rise of the Synths (La rebelión de los sintes), dirigido por el español Iván Castell y narrado por John Carpenter, que explora los orígenes y el auge del synthwave de la mano de multitud de artistas de todo el mundo (incluyendo a Perturbator, Carpenter Brut, College, Scandroid, The Midnight, Gunship, Power Glove y muchos más), explorando sus fuentes de inspiración desde los pioneros de la música electrónica, como Giorgio Moroder, Vangelis o Tangerine Dream y su tributo colectivo a las películas, videojuegos y la cultura popular de los ochenta. David Grellier (College), Nico Bataille (Maethelvin), Garrett Hays (Lazerhawk) y 80s Stallone, comentan en los extras del documental The Rise of the Synths que fue a través de esta plataforma donde empezaron a compartir su pasión por los viejos temas de Italo disco, y que a partir de ahí decidieron crear su propia música muy influenciados por este sonido.[cita requerida]
El synthwave experimentó su punto cumbre entre 2016 y 2021, hasta el punto de convertirse en un género de moda dentro de la música underground. Durante ese tiempo muchos artistas aficionados se unieron a la corriente para lanzar sus álbumes y canciones, y surgieron multitud de canales en YouTube y otras plataformas dedicados al género. Además, las pequeñas discográficas como New Retro Wave o Aztec Records, que contaban con sus propios canales en YouTube, publicaban material nuevo cada semana y sus vídeos acumulaban cientos de miles de reproducciones, algunos incluso millones: las canciones más reproducidas fueron «Accelerated» de Miami Nights 1984 con 28 millones, «Running In The Night» de FM-84 y Ollie Wride (19 millones), «Neo Tokyo» de Scandroid (15 millones), «Red Eyes» de Zombie Hyperdrive (13 millones) y «Star Fighter» de Wice (12 millones).
La gran repercusión del género en el mundo underground hizo pensar a algunos de sus artistas y productores que el synthwave podía dar el salto al mercado mainstream. Esta idea se vio alimentada cuando algunos artistas mainstream incorporaron elementos de synth pop y new wave a su música, especialmente The Weeknd, pero también Miley Cyrus, Dua Lipa o incluso Shakira.
Sin embargo, a partir de 2022 el género decayó abruptamente y comenzó a perder el interés del público, las reproducciones en YouTube y Spotify cayeron en picado, los artistas aficionados dejaron de sacar nuevo material o abandonaron el synthwave por otros estilos más modernos, y los principales exponentes del género como The Midnight, Gunship o Nina, entre otros, llevaban mucho tiempo sin publicar nuevos álbumes, lo que tampoco ayudó. Además, la creciente popularidad del deep house –surgido del underground– también pudo desviar la atención del público en esa dirección. El 2023 supuso el regreso de Gunship y Nina, pero no fue suficiente para reflotar un género que ya había caído en declive.